# Wanze
Wanze es una comuna de la región de Valonia, en la provincia de Lieja, Bélgica. A 1 de enero de 2019 tenía una población estimada de 13 738 habitantes.

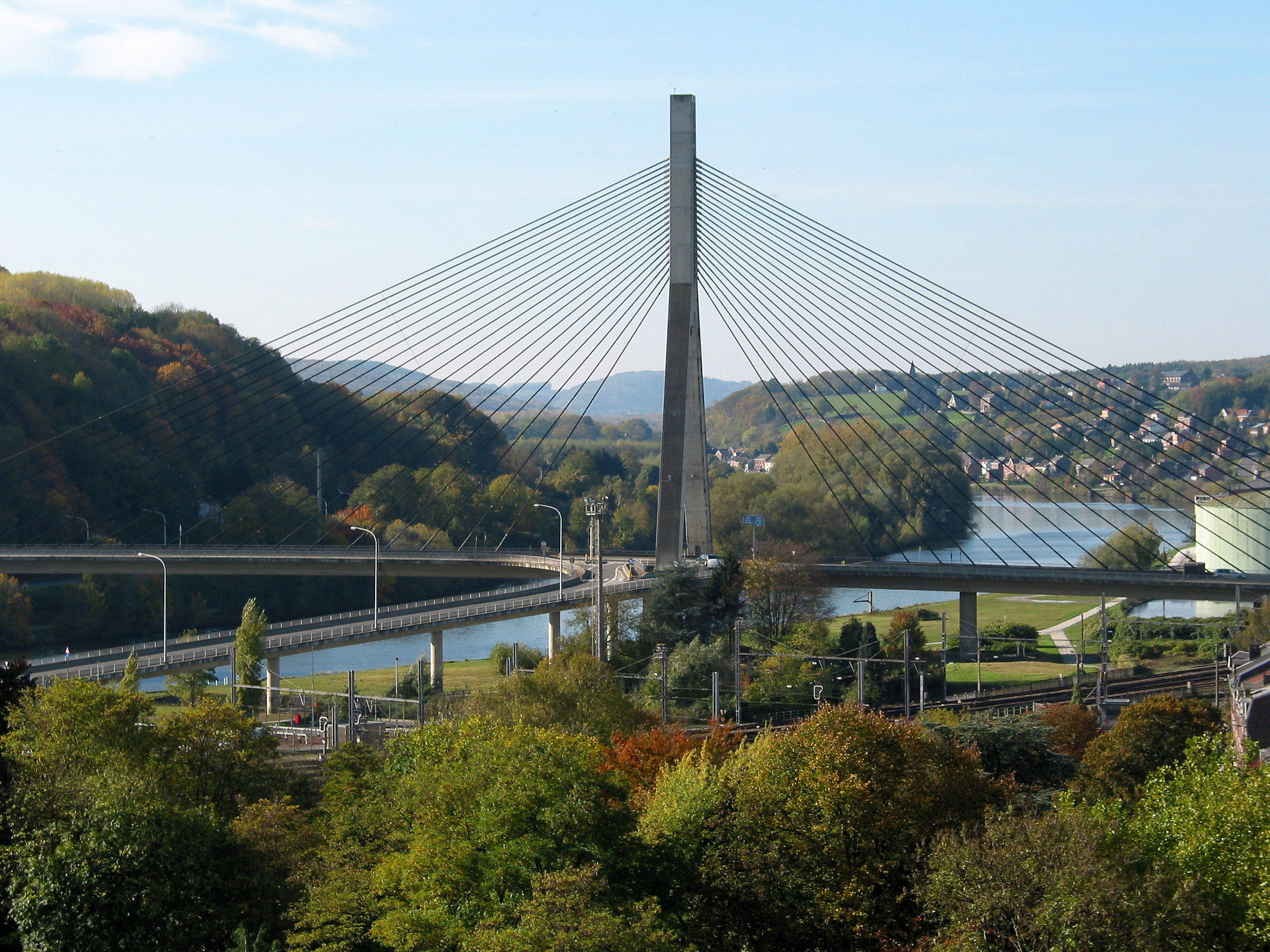
Río Mosa y puente "Père Pîre" en Wanze

## Geografía
Se encuentra ubicada al sureste del país, y esta bañada por el río Mosa.

### Secciones del municipio
El municipio comprende los antiguos municipios, que se fusionaron en 1977:
| - Wanze - Antheit - Bas-Oha - Huccorgne - Moha - Vinalmont |

### Pueblos y aldeas del municipio
Longpré, Lamalle y Wanzoul

## Demografía

### Evolución
Todos los datos históricos relativos al actual municipio, el siguiente gráfico refleja su evolución demográfica, incluyendo municipios después de efectuada la fusión el 1 de enero de 1977.
| Gráfica de evolución demográfica de Wanze entre 1846 y 2019 |
|                                                             |